# Stephen Curry
Wardell Stephen Curry II (Akron, Ohio, 14 de marzo de 1988) es un jugador de baloncesto estadounidense que pertenece a la plantilla de los Golden State Warriors de la NBA. Con 1,88 metros de altura, juega en la posición de base.
Hijo del exjugador de la NBA Dell Curry y hermano mayor del también jugador Seth Curry, jugó a nivel universitario tres años en Davidson y fue elegido por los Warriors en la séptima posición del Draft de la NBA de 2009. A lo largo de su carrera ha sido cuatro veces campeón de la NBA, dos veces MVP de la temporada regular y una vez MVP de las Finales, además de conseguir dos Copas del Mundo y un oro olímpico con la selección estadounidense. Es considerado como el mejor tirador de la historia del baloncesto y es el líder histórico de la NBA en triples anotados.

## Biografía
Nació el 14 de marzo de 1988 en el Hospital Summa de la ciudad de Akron, Ohio, en la misma planta en la que nació LeBron James 39 meses antes, mientras su padre pertenecía en aquel momento a la plantilla de los Cleveland Cavaliers. Creció en Charlotte, Carolina del Norte, donde su padre pasó la mayor parte de su carrera jugando con los Charlotte Hornets. Dell a menudo llevaba a Curry y a su hermano menor Seth a sus partidos, donde tiraban a canasta con los Hornets durante los calentamientos. La familia se mudó brevemente a Toronto, donde Dell terminó su carrera como miembro de los Toronto Raptors.
Después de la retirada de Dell, la familia se mudó de regreso a Charlotte, y Curry fue inscrito en el Charlotte Christian School, donde fue incluido en el mejor quinteto de la conferencia y del estado, y llevó a su equipo a tres títulos de conferencia y tres apariciones en playoffs estatales. Debido a la carrera histórica de su padre en Virginia Tech, Curry quería jugar baloncesto universitario para los Hokies, pero solo se le ofreció una plaza sin posibilidad de beca debido, en parte, a su complexión de tan solo 72 kilos. Finalmente, eligió asistir al Davidson College, que lo venía siguiendo desde décimo grado.

## Trayectoria deportiva

### Universidad
Jugó durante tres temporadas para los Wildcats del Davidson College, en las que promedió 25,3 puntos, 4,5 rebotes y 3,7 asistencias por partido. No tardó en demostrar sus cualidades, ya que en su segundo partido oficial, ante Michigan Wolverines consiguió 32 puntos, 9 rebotes y 4 asistencias. Acabó la temporada liderando a la Southern Conference en anotación, con 21,5 puntos por partido, siendo el segundo mejor anotador novato de todo el país tras el jugador de Texas, Kevin Durant, que acabaría siendo elegido en la segunda posición del draft del 2007.
En su segunda temporada volvió a liderar en anotación en su conferencia, al promediar 25,9 puntos por partido, a lo que añadió 4,6 rebotes, 2,9 asistencias y 2,0 robos de balón. Acabó siendo elegido en el segundo quinteto del All-American, además de ser finalista al John R. Wooden Award. También batió el récord de más triples anotados por un jugador de la NCAA en una temporada, con 162.
En su último año como universitario lideró la división I de la NCAA en anotación, con 28,6 puntos por partido. Logró su tope anotador ante Oklahoma, al anotar 44 puntos. Fue incluido en el primer equipo All-American.

#### Estadísticas
|  | Líder de División |

| Año     | Equipo   | PJ  | PT  | MPP  | %TC  | %3P  | %TL  | RPP | APP | ROB | TPP | PPP  |
| ------- | -------- | --- | --- | ---- | ---- | ---- | ---- | --- | --- | --- | --- | ---- |
| 2006–07 | Davidson | 34  | 33  | 30.9 | .463 | .408 | .855 | 4.6 | 2.8 | 1.8 | .2  | 21.5 |
| 2007–08 | Davidson | 36  | 36  | 33.1 | .483 | .439 | .894 | 4.6 | 2.9 | 2.0 | .4  | 25.9 |
| 2008–09 | Davidson | 34  | 34  | 33.7 | .454 | .387 | .876 | 4.4 | 5.6 | 2.5 | .2  | 28.6 |
| Total   | Total    | 104 | 103 | 32.6 | .467 | .412 | .876 | 4.5 | 3.7 | 2.1 | .3  | 25.3 |

### Profesional

#### Primeras temporadas (2009-11)
Curry fue seleccionado en la séptima posición del draft de la NBA de 2009 por los Golden State Warriors. Su contrato como novato fue de $ 12.7 millones en cuatro años. En el primer partido de su carrera, anotó 14 puntos y distribuyó 7 asistencias. Con promedios finales de temporada de 17,5 puntos, 5,9 asistencias y 1,9 robos por partido, terminó segundo en la pelea por el Rookie del Año, y entró en el mejor quinteto de rookies de la NBA.
En el All-Star Game de la NBA 2011, Curry ganó el desafío de las habilidades. Terminó la temporada con promedios de 18,6 puntos, 5,8 asistencias, y 1,5 robos por partido y encestó un 93,4 por ciento de la línea de tiro libre, el mejor porcentaje de la franquicia y de la liga. También fue el receptor del Premio de la Deportividad de la NBA.

#### Año plagado de lesiones (2011-12)

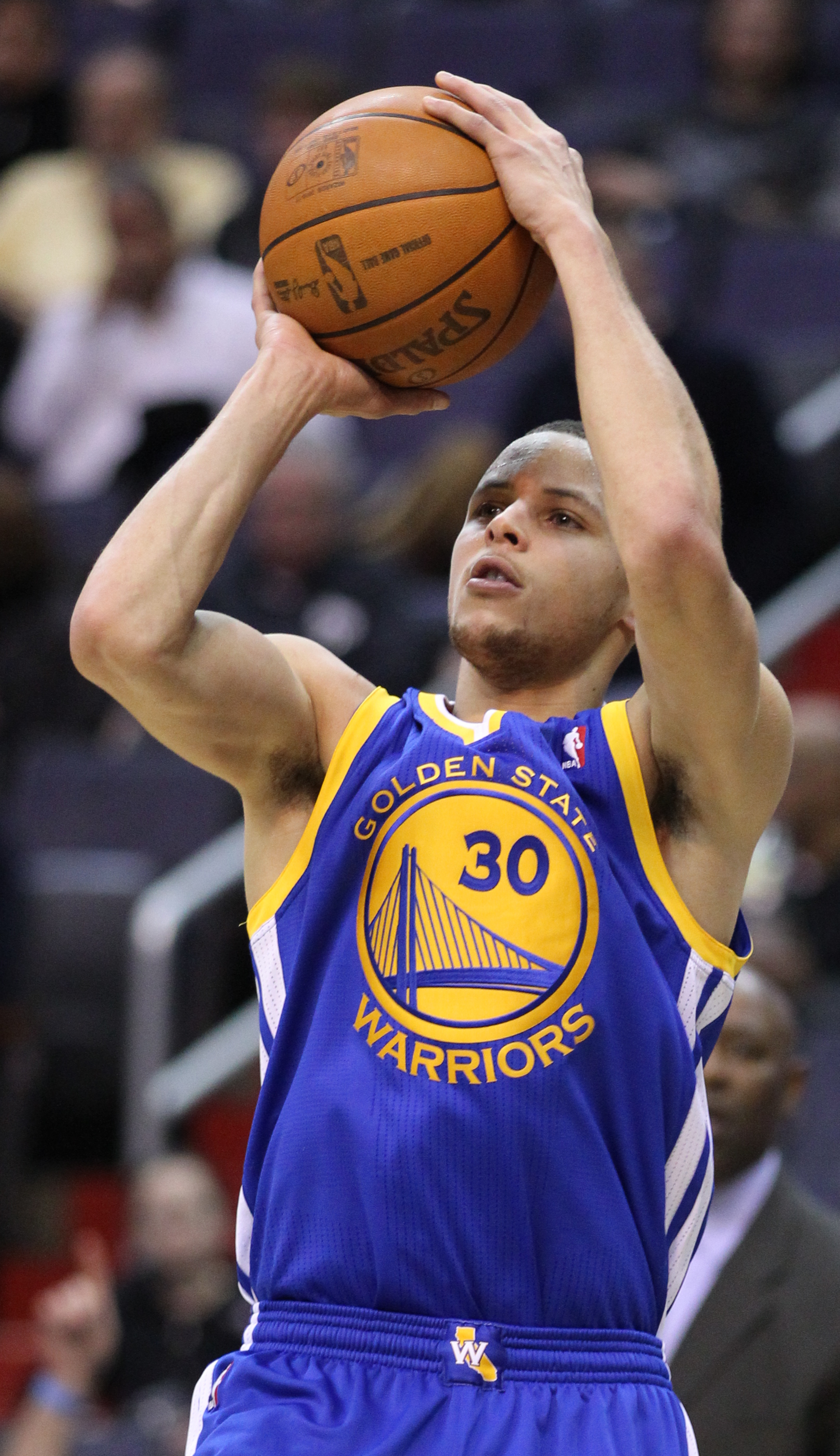
Curry, lanzando a canasta en 2011.

En mayo de 2011, Curry tuvo que someterse a una cirugía en el tobillo derecho para reparar los ligamentos rotos causados por múltiples esguinces de la pasada temporada. El tobillo sanó a tiempo para el comienzo de la temporada 2011-2012, pero se lo torció de nuevo durante la pretemporada, y el 4 de enero en un partido contra San Antonio Spurs. El 22 de febrero sufrió un tirón en un tendón en su pie derecho en un partido contra Phoenix Suns. En abril, tuvo otra operación en el tobillo. En total, Curry disputó solo 26 partidos de temporada regular y su promedio anotador descendió a 14,7 puntos por partido.

#### Vuelta a la cancha (2012-14)
Antes del inicio de la temporada 2012-13, Curry acordó una extensión de contrato de cuatro años y 44 millones de dólares con los Warriors. En el momento, muchos periodistas de baloncesto consideraron la renovación como arriesgada para Golden State debido al historial de lesiones del jugador. Durante el transcurso del año, Curry y su compañero de equipo de backcourt, Klay Thompson, se forjaron una reputación por su anotación desde el perímetro, ganándose el apodo de "The Splash Brothers". El 27 de febrero, Curry anotó 54 puntos en un partido contra los New York Knicks, estableciendo el récord de la franquicia de triples en un partido con 11 y quedándose a uno de igualar el récord de la NBA. En el último partido de la temporada, fijó un nuevo récord de triples anotados en una temporada. Sus promedios finales fueron 22,9 puntos y 6,9 asistencias por partido. Los Warriors terminaron el año con 47 victorias, ganándose la sexta plaza de la Conferencia Oeste y un enfrentamiento con los Denver Nuggets para la primera ronda de playoffs. Golden State derrotó a los Nuggets en seis partidos para avanzar a la segunda ronda, donde Curry anotó 44 puntos en el primer partido de la serie ante los Spurs, aunque cosecharon una derrota. Finalmente, los Warriors perdieron la eliminatoria en seis partidos.
En diciembre de la temporada 2013-14, Curry superó a Jason Richardson como el líder de la franquicia en triples en una carrera. En febrero hizo su primera aparición en un partido de All-Star, como titular en el Oeste. Con promedios de 24 puntos y 8,5 asistencias por partido, fue seleccionado para el segundo mejor quinteto de la liga. Siendo sextos por segundo año consecutivo, los Warriors se cruzaron con Los Angeles Clippers en primera ronda. En el cuarto partido, Curry anotó 33 puntos, incluyendo un máximo en playoff de su carrera, siete triples, en un esfuerzo por ganar. Golden State perdió la eliminatoria en siete partidos.

#### Campeón de la NBA y MVP (2014-15)
Antes del inicio de la temporada 2014-15, los Warriors contrataron al exjugador de la NBA y gerente general Steve Kerr como su nuevo entrenador. Kerr implementó cambios significativos en los esquemas de Golden State, incluyendo jugar a un ritmo más rápido y darle a Curry más libertad para tirar, ayudando al equipo a convertirse en un aspirante al título. El 4 de febrero, Curry anotó su máximo en la temporada con 51 puntos en una victoria sobre los Dallas Mavericks. Fue el líder en la votación del All-Star y ganó el Concurso de Triples. El 9 de abril, batió su propio récord de la liga de triples en una temporada durante un partido contra los Portland Trail Blazers. Los Warriors terminaron el año con 67 victorias y Curry fue elegido como MVP de la Temporada de la NBA después de registrar promedios de 23,8 puntos, 7,7 asistencias y 2 robos por partido. Durante el transcurso de la temporada, no jugaba los últimos cuartos debido a las victorias aplastantes de Golden State.
En el quinto partido de las Semifinales de Conferencia contra los Memphis Grizzlies, Curry se convirtió en el primer jugador en la historia de la liga en registrar seis triples y seis robos en un partido. En el sexto partido, hizo el récord de triples en un partido de playoffs, con ocho, para resolver la eliminatoria. En el tercer partido de las finales de conferencia contra Houston Rockets, batió el récord de triples convertidos en playoffs. Los Warriors derrotaron a los Rockets y alcanzaron la final contra Cleveland Cavaliers, donde Curry comenzó de manera discreta, convirtiendo solo el 22 por ciento de sus tiros de campo en el segundo partido. En el quinto partido, anotó 37 puntos, y en el sexto, Golden State cerró la serie para ganar su primer campeonato en 40 años. En las finales, Curry promedió 26 puntos y 6,3 asistencias por partido.

#### MVP unánime (2015-16)

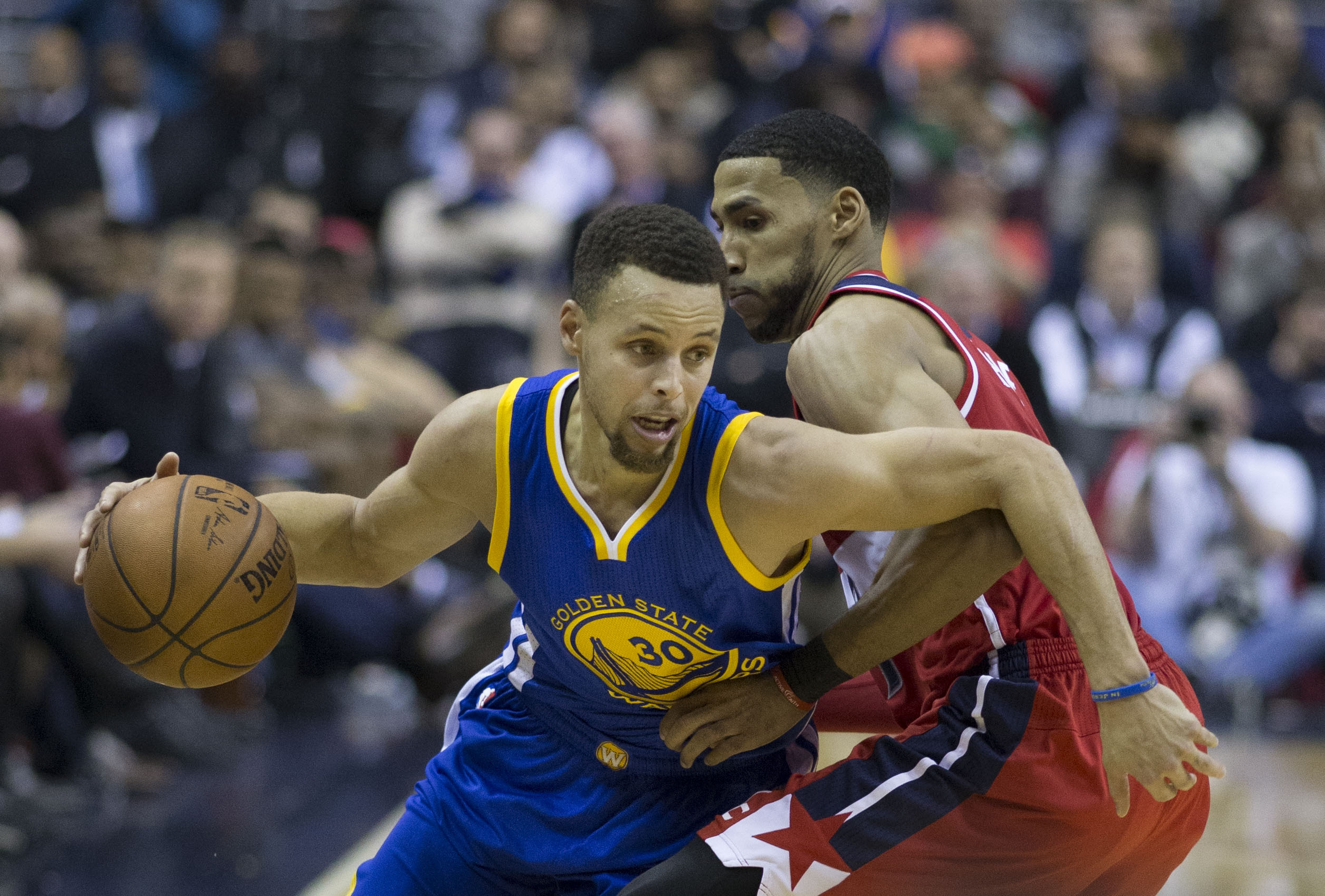
Curry contra Washington en 2016.

El 27 de octubre de 2015, Curry anotó 40 puntos (incluyendo un récord de 24 puntos en el primer cuarto) en el partido inaugural que se saldó con victoria sobre New Orleans Pelicans, el máximo de puntos anotados por un MVP en el partido inaugural de la siguiente temporada desde 1972, cuando Kareem Abdul-Jabbar anotó 41 para Milwaukee Bucks. Además, Curry jugó su séptimo partido inaugural de la temporada consecutivo, uniéndose a Jeff Mullins y Chris Mullin como los únicos jugadores de los Warriors desde 1962 en hacerlo. Dos partidos más tarde, el 31 de octubre, también contra Pelicans, Curry anotó 53 puntos con 17 de 27 lanzamientos a canasta, para llevar a los Warriors a una victoria por 134-120. Curry se convirtió en el primer jugador desde Michael Jordan en la temporada 1989-90 en anotar 118 puntos en los primeros tres partidos de una temporada. El 24 de noviembre, anotó 24 puntos en una victoria sobre Los Angeles Lakers, y los Warriors establecieron el récord de mejor comienzo en la historia de la NBA con 16-0. Los Warriors mejoraron a 24-0 el 11 de diciembre con una victoria en la segunda prórroga ante Boston Celtics, antes de que Milwaukee rompiera su racha al día siguiente.
El 28 de diciembre, Curry registró su sexto triple doble en su carrera con 23 puntos, 14 rebotes y 10 asistencias en una victoria por 122-103 sobre los Sacramento Kings. Durante el partido contra Kings, Curry fue defendido por su hermano Seth por primera vez en sus carreras en la NBA. El 22 de enero, registró su segundo triple doble de la temporada y el séptimo de su carrera con 39 puntos, 12 asistencias y 10 rebotes en una victoria por 122-110 sobre los Indiana Pacers. Hizo ocho triples en el partido para alcanzar los 200 en la temporada, convirtiéndose en el primer jugador en la historia de la NBA en anotar 200 triples en cuatro temporadas consecutivas. El 3 de febrero hizo 11 triples (siete en el primer cuarto) y anotó 51 puntos (incluyendo 36 puntos en la primera mitad) para liderar a los Warriors ante los Washington Wizards 134-121. Sus 51 puntos lo igualaron a Gilbert Arenas y Michael Jordan por el récord del Verizon Center. Disputó su tercer All-Star con el oeste, y participó en el concurso de triples, donde perdió en la ronda final contra su compañero Klay Thompson. Con 48-4, los Warriors llegaron al descanso del All-Star con el mejor récord, después de 52 partidos, en la historia de la NBA, una victoria mejor que los Chicago Bulls de la temporada 1995-96 y los Philadelphia 76ers de la 1966-67.
El 25 de febrero, Curry hizo 10 triples y anotó 51 puntos para liderar a los Warriors contra Orlando Magic 130-114. Curry superó 50 puntos por tercera vez en 2015-16, el primer jugador que lo hizo tantas veces desde que LeBron James y Dwyane Wade lo hicieran en la 2008-09. Curry también superó la marca de Kyle Korver de 127 partidos consecutivos anotando un triple. En el siguiente partido, dos días después, los Warriors derrotaron a Oklahoma City Thunder en la prórroga gracias a un triple de Curry con 0,6 segundos restantes. Curry terminó con 46 puntos, ya que su tiro ganador fue su 12.º triple, empató el récord en un partido de la NBA (con Kobe Bryant y Donyell Marshall). También batió su propio récord de triples en una temporada, dejando la nueva marca en 288. El 7 de marzo, en una victoria sobre Orlando Magic, Curry anotó 41 puntos y se convirtió en el primer jugador en la historia de la NBA en anotar 300 triples en una temporada. El 1 de abril, Curry falló un triple para empatar el partido contra los Boston Celtics con 5.3 segundos por jugar, y los Warriors sufrieron su primera derrota en casa desde el 27 de enero de 2015, perdiendo 109-106 para encajar un récord de la NBA con 54 victorias consecutivas en la temporada regular en el Oracle Arena. El 7 de abril, Curry anotó 27 puntos para ayudar a los Warriors a convertirse en el segundo equipo en la historia de la NBA en ganar 70 partidos en una temporada con una victoria 112-101 sobre los San Antonio Spurs. En el final de la temporada regular de los Warriors, el 13 de abril contra los Memphis Grizzlies, Curry logró otro hito, se convirtió en el primer jugador en anotar 400 triples en una temporada al anotar 10 tiros de largo alcance para sus 46 puntos y 402 triples totales. Con una victoria de 125-104 sobre los Grizzlies, los Warriors se convirtieron en el primer equipo con 73 victorias en la historia de la NBA, superando el récord de 1995-106 de Chicago Bulls 72-10 para terminar la temporada 2015-16 con solo nueve derrotas. Con la conclusión de la temporada regular, Curry se convirtió en el séptimo jugador en la historia de la NBA para unirse al club 50-40-90, que representa los porcentajes de tiro desde el campo (.504), tiros de tres (.454) y tiros libres (.908).
Con el primer puesto de la Conferencia Oeste, los Warriors se enfrentaron a los octavos clasificados, los Rockets, en la primera ronda de playoffs. En la victoria del primer partido, Curry anotó 24 puntos en la primera mitad antes de que una lesión en el tobillo lo borrase del resto del partido. Se perdió los partidos 2 y 3 de la serie, en que los Warriors cosecharon un 2-1. Curry regresó en el cuarto partido, pero se torció la rodilla derecha en la jugada final del segundo cuarto. No jugó en la segunda mitad, pero los Warriors ganaron 121-94. Se le diagnosticó un esguince de ligamento colateral derecho mediano (MCL) y se descartó durante dos semanas. Sin Curry, los Warriors derrotaron a los Rockets en el quinto partido para pasar a la segunda ronda, donde se enfrentaron a los Portland Trail Blazers. Curry se perdió los primeros tres partidos de la serie, y los Warriors lideraron 2-1. Curry regresó a la acción en el cuarto partido, saliendo del banquillo para registrar 40 puntos, 9 rebotes y 8 asistencias en una victoria de 132-125 en la prórroga. Diecisiete de esos puntos llegaron en el tiempo extra, un récord de NBA en puntos anotados en una prórroga. Un día después de regresar de la lesión, Curry fue nombrado MVP de forma unánime, algo que sucedía por primera vez en la historia, convirtiéndose en el undécimo jugador en la historia de la NBA en ganar el premio en temporadas consecutivas y el primer base en hacerlo desde Steve Nash en 2004-05 y 2005-06. Curry llevó a los Warriors a una victoria por 4-1 sobre los Trail Blazers, mientras avanzaban a las Finales de la Conferencia Oeste para enfrentarse a Oklahoma City Thunder. Después de caer por 3-1, Curry ayudó a los Warriors a remontar la serie 4-3 y avanzar a su segunda final consecutiva de la NBA. En las finales, el juego de Curry fue inconsistente, como había sido desde que volvió de la lesión contra Portland. Sin embargo, rompió el récord de Danny Green de 27 triples en unas finales. Sin embargo, los Warriors, a pesar de estar 3-1 en la serie, fueron derrotados por Cleveland Cavaliers y se convirtió en el primer equipo en la historia en perder una final después de liderarla por 3-1. En la derrota del séptimo partido, Curry anotó 17 puntos con 6 de 19 tiros.

#### Recuperando el trono (2016-18)

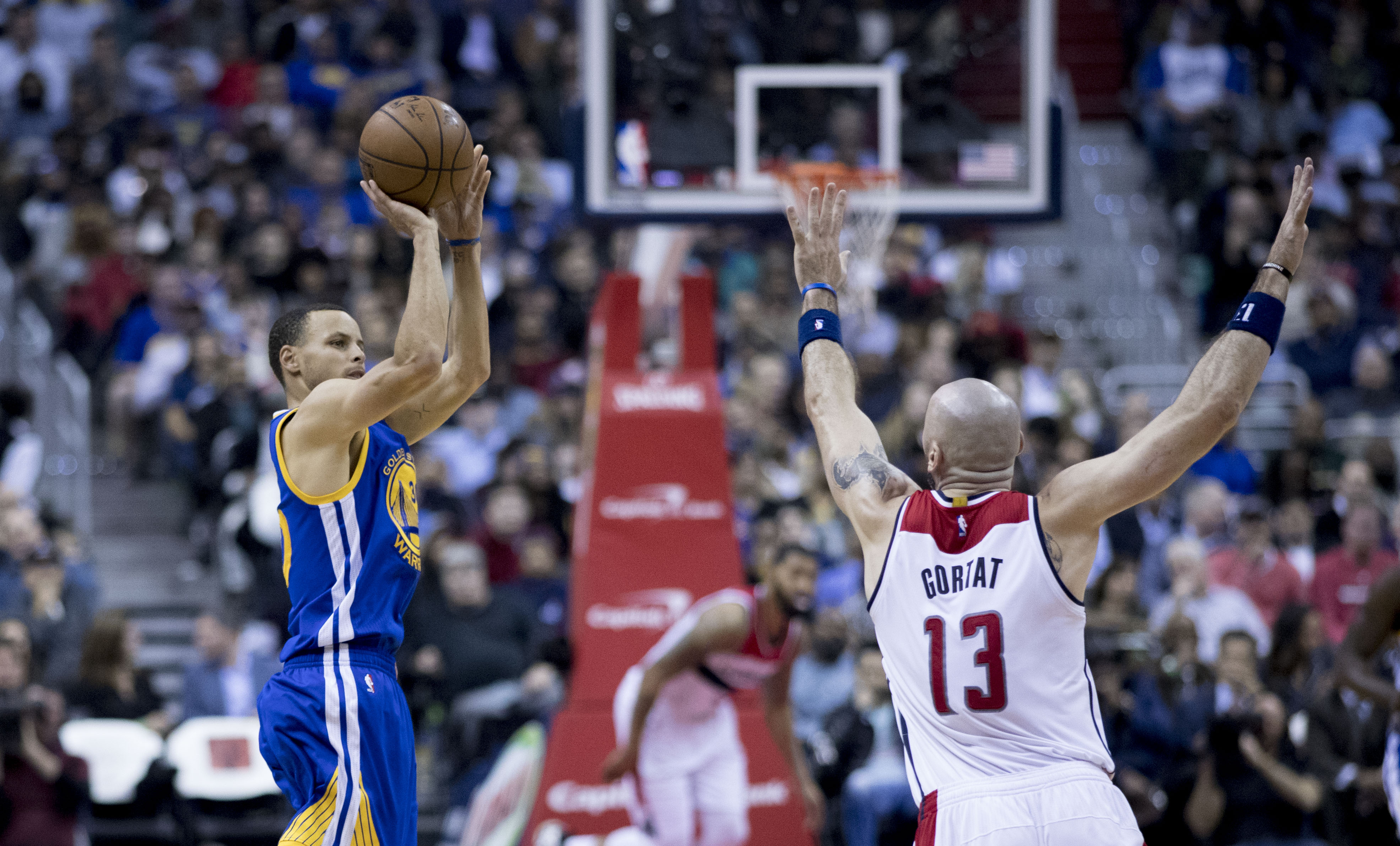
Curry lanzando sobre Marcin Gortat en febrero de 2017.

Con una victoria de 122-114 sobre New Orleans Pelicans, Curry encestó cuatro triples para llegar a 1.600 en su carrera, convirtiéndose en el decimonoveno jugador en hacerlo, así como el más joven en conseguirlo. El 4 de noviembre de 2016, se rompió la racha de Curry, dejando un récord de 157 partidos consecutivos anotando un triple al menos, durante la derrota de los Warriors 117-97 contra Los Angeles Lakers. Una racha que había comenzado el 11 de noviembre de 2014. Tres días más tarde, anotó 13 triples contra New Orleans, estableciendo el récord de la NBA de triples en un partido de temporada regular (superado en 2018 por su compañero Klay Thompson con 14). Curry anotó 16 de 26 tiros contra los Pelicans con su primer partido de 40 puntos de la temporada, terminando con 46 en una victoria 116-106. El 11 de diciembre, Curry anotó dos triples contra Minnesota Timberwolves para pasar a Steve Nash como 17.º en la lista de triples en la carrera de la NBA. Con 14 puntos contra los Dallas Mavericks el 30 de diciembre, Curry (11.903) pasó a Purvis Short (11.894) en el séptimo lugar en la lista de la franquicia de los Warriors. En una derrota ante los Memphis Grizzlies el 6 de enero de 2017, Curry hizo su segundo partido de 40 puntos de la temporada y alcanzó el umbral de 12.000 puntos, convirtiéndose en el séptimo jugador en la historia de los Warriors en anotar 12.000 puntos. Tres días más tarde, Curry fue nombrado Jugador de la Semana de la Conferencia Oeste por los partidos jugados del lunes 2 de enero hasta el domingo 8 de enero. Consiguió su octavo Jugador de la Semana de su carrera, más que cualquier otro jugador en la historia de la franquicia. Fue elegido para jugar el All-Star como titular en el Oeste.

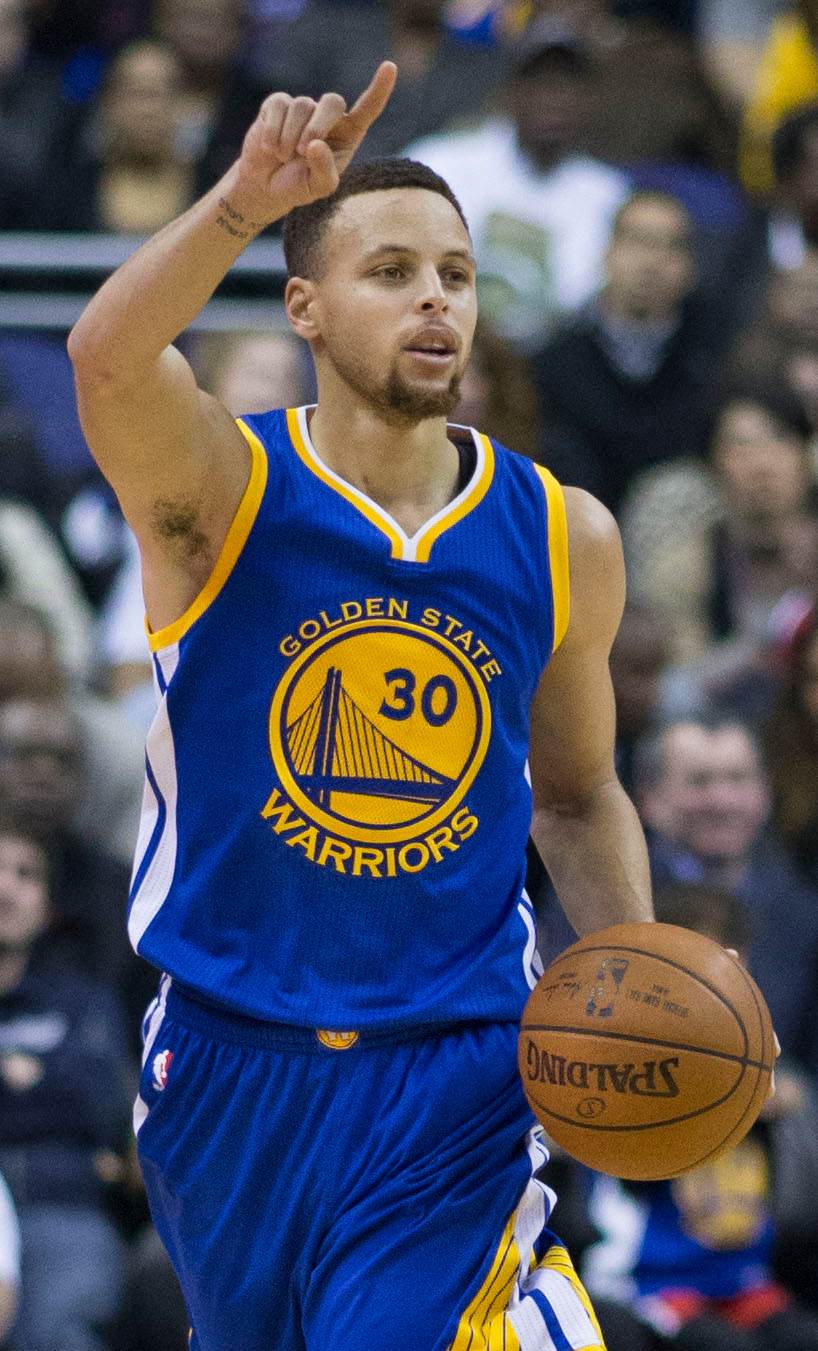
Curry en 2016.

En los playoffs, los Warriors arrasaron la Conferencia Oeste, ganando todas sus series (ante Blazers, Jazz y Spurs por 4-0, y con Curry jugando a gran nivel. En las Finales volverían a enfrentarse a Cleveland Cavaliers, buscando su revancha por la derrota de 2016. Los de Oakland no dieron opción a los de Ohio y se impusieron por un claro 4-1. Curry estuvo inmenso en la serie, promediando 26,8 puntos, 8 rebotes y 9,4 asistencias, aunque finalmente el MVP fue para Kevin Durant.
Durante la temporada 2017-18, Stephen sufrió un par de lesiones que le llevaron a únicamente disputar 51 partidos de fase regular. Los Warriors finalizaron con un balance (58-24), quedando el liderato de la Conferencia Oeste en manos de Houston (65-17), por primera vez en cuatro temporadas. Ya en playoffs, los Warriors se deshicieron de Spurs y Pelicans ambos por 4-1, pero sufrieron bastante en finales de Conferencia. Los Rockets liderados por James Harden llegaron a ponerse 1-3, pero finalmente, los Warriors lograron la remontada (4-3) y llegaron de nuevo a las Finales donde les esperaban, por cuarto año consecutivo, los Cavaliers de LeBron James. La final acabó 4-0 donde Curry promedió 27.5 puntos 6.0 rebotes y 6.8 asistencias, supuso su tercer anillo en cuatro años, pero el MVP de la Finales volvió a ser para su compañero Kevin Durant.

#### Vuelta a empezar (2019-2021)
Ya inmersos en la temporada 18-19, el 17 de diciembre de 2018 frente a Memphis, Curry alcanzó la cifra de 15 000 puntos en su carrera NBA. El 11 de enero de 2019, en la victoria sobre Chicago Bulls (146–109), Curry convirtió 3 triples, para superar a Jason Terry (2282) como tercer máximo triplista de la historia de la NBA, solo por detrás de Ray Allen y Reggie Miller. Dos días más tarde anotó 48 puntos en la victoria ante Dallas Mavericks (119–114). El 16 de marzo ante Oklahoma City Thunder, Curry alcanza los 16.000 puntos en su carrera. Esa temporada, vuelven a conseguir el primer puesto de la Conferencia Oeste y vuelven a llegar a las finales, pero caen derrotados frente a Toronto Raptors (2-4).
El 30 de octubre de 2019, en el cuarto partido de la temporada 2019-20, en un encuentro frente a Phoenix Suns, se produjo una jugada cerca de la canasta en la que Aron Baynes cae sobre la mano izquierda de Curry, produciéndole una fractura en el segundo metacarpinao, lesión que requerirá cirugía. Le estimación inicial fue que Curry se perdería tres meses, pero no pudo reaparecer hasta el 5 de marzo de 2020, en la derrota frente a Toronto Raptors (121–113), donde anotó 23 puntos.
En el inicio de la temporada 2020-21 se convierte en el tercer jugador, después de Ray Allen y Reggie Miller, en llegar a 2500 triples, siendo el más joven en conseguirlo. El 3 de enero de 2021, en la victoria ante Portland Trail Blazers, consigue su récord personal de anotación con 62 puntos. El 23 de enero de 2021, supera a Reggie Miller (2560) como segundo máximo triplista de la historia, quedando solo por detrás de Ray Allen (2973). El 11 de febrero, en la victoria ante Orlando Magic, sumó el decimoséptimo partido de su carrera con al menos 10 triples. El 18 de febrero, fue elegido por séptima vez para disputar el All-Star Game que se celebró en Atlanta. El 15 de marzo, se convirtió en el jugador con más asistencias de la historia de la franquicia, al superar las 4855 de Guy Rodgers. El 12 de abril, se convirtió en el jugador con más puntos de la franquicia, al superar los 17 783 de Wilt Chamberlain. En ese partido además, con victoria ante los Nuggets, anotó 53 puntos y 10 triples, siendo la decimoctava ocasión que anota 10 o más triples en su carrera. El 19 de abril, en la victoria ante los 76ers, anotó 49 puntos con 10 triples, alcanzando esta cifra de triples por vigésimo primera vez y convirtiéndose, momentáneamente, en el máximo anotador de la temporada NBA con 31.4 puntos por partido. Con este último partido Curry, encadenó 11 partidos consecutivos anotando más de 30 puntos, y más de 10 triples en cuatro de los últimos cinco. En abril de 2021, anotó 96 triples en 15 encuentros, siendo el récord de más triples anotados en un mes en la historia de la NBA, superando los 82 de James Harden en noviembre de 2019. El 3 de mayo ante New Orleans Pelicans anotaba 41 puntos (incluidos 8 triples).

#### Consagración (2022-presente)

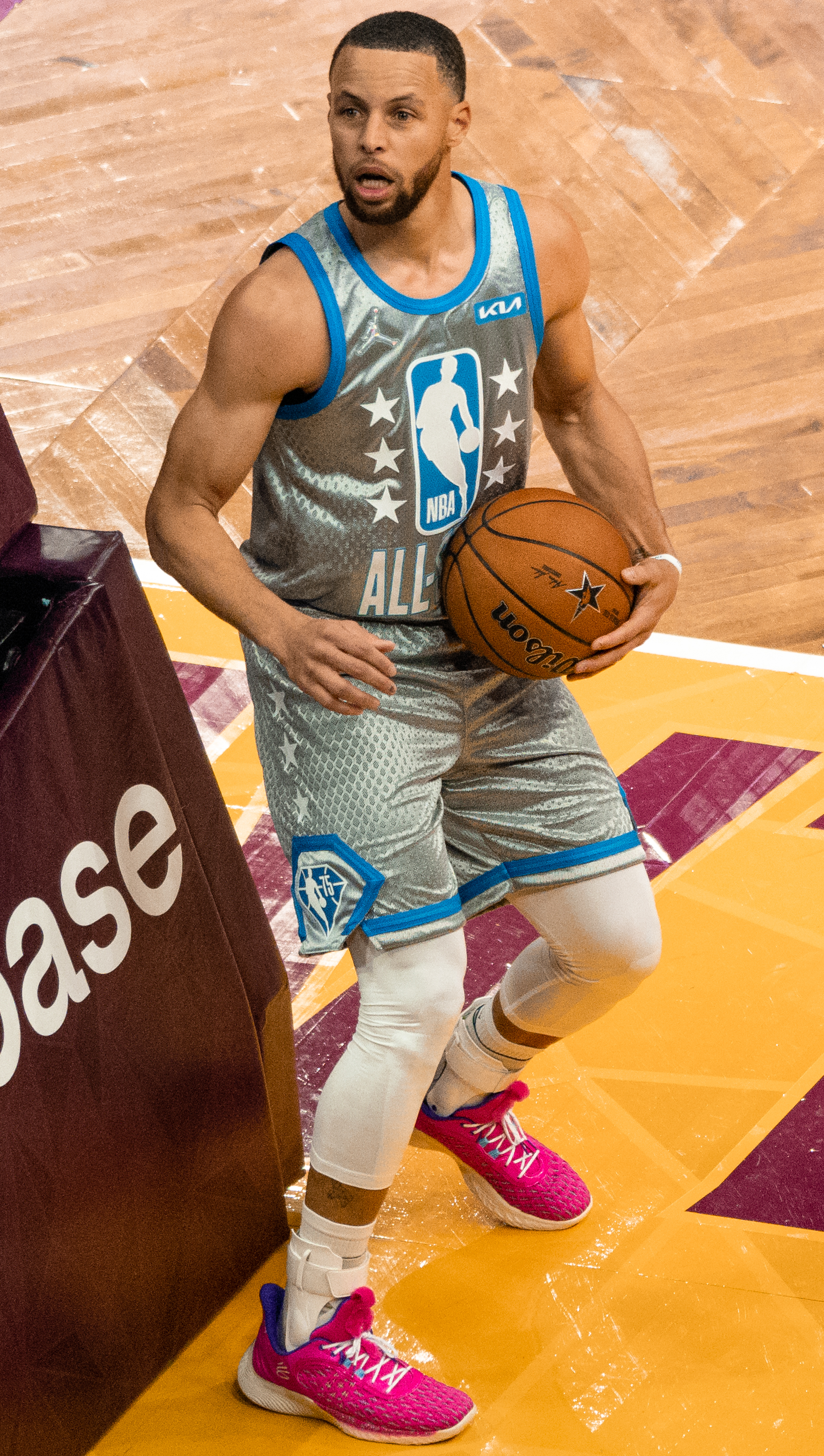
Curry en el All-Star Game de la NBA 2022.

El 3 de agosto de 2021, acuerda una extensión de contrato con los Warriors por $215 millones y 4 años.
El 21 de octubre de 2021, en el segundo partido de la temporada ante Los Angeles Clippers, anotó 25 puntos en el primer cuarto con un 9/9 en tiros de campo y 5 triples. Finalizó el partido con 45 puntos. El 8 de noviembre, ante Atlanta Hawks anotó 50 puntos y repartió 10 asistencias, superando a Wilt Chamberlain como el jugador de mayor edad en conseguir estos registros. Fue nombrado jugador del mes de octubre/noviembre de la Conferencia Oeste. El 14 de diciembre ante New York Knicks, supera la cifra de 2974 triples de Ray Allen y se convierte en el jugador con mayor número de triples anotados en la historia de la NBA. El 21 de enero ante Houston Rockets, anota la canasta ganadora sobre la bocina, siendo la primera de su carrera. El 27 de enero se anuncia su titularidad en el All-Star Game de la NBA 2022, siendo la octava participación de su carrera. El 31 de enero, ante Houston Rockets, anota 40 puntos, 21 de ellos en el último cuarto. En el encuentro All-Star, anota 50 puntos, incluyendo un récord de 16 triples, y es nombrado MVP.
El 8 de marzo se convierte en el jugador con más robos en la historia de los Warriors. El 14 de marzo, el día de su 34 cumpleaños, anota 47 puntos ante Washington Wizards. El 16 de marzo ante Boston Celtics sufre un esguince de tobillo que lo tendría apartado hasta playoffs. Ya en postemporada, lideró al equipo hasta la Final de la NBA, derrotando a Dallas Mavericks en la Final de la Conferencia Oeste, y siendo nombrado MVP de las Finales de Conferencia. El 10 de junio, en el cuarto encuentro de las Finales ante Boston Celtics consiguió un doble-doble de 43 puntos y 10 rebotes. El 16 de junio se proclama campeón de la NBA por cuarta vez en su carrera, tras vencer a los Celtics en la Final (4-2), donde además fue elegido MVP de las Finales.
Al comienzo de su decimocuarta temporada con los Warriors, el 7 de noviembre de 2022 anota 47 puntos ante Sacramento Kings, y en el encuentro siguiente ante Cleveland Cavaliers, anota 40 puntos. El 16 de noviembre anota 50 puntos ante Phoenix Suns. El 16 de enero de 2023 anota 41 puntos ante Washington Wizards. El 26 de enero fue elegido como titular para participar en el All-Star Game de 2023 de Salt Lake City, siendo su novena participación en el partido de las estrellas. El 7 de marzo anota 40 puntos ante Oklahoma City Thunder. El 15 de marzo consigue 50 ante Los Angeles Clippers. Ya en postemporada, el 30 abril en el séptimo encuentro de primera ronda ante Sacramento Kings, anota 50 puntos, siendo su mejor registro anotador en playoffs, y la anotación más alta de un séptimo partido de la historia. Le fue entregado el premio al mejor ciudadano y el premio de justicia social.
En el segundo encuentro de su decimoquinta temporada, el 27 de octubre de 2023 ante Sacramento Kings, anota 41 puntos. Tres días después, el 30 de octubre, anota 42 puntos ante New Orleans Pelicans. El 16 de diciembre ante Brooklyn Nets alcanza los 3500 triples en su carrera y al día siguiente, el 17 de diciembre ante Portland Trail Blazers, corta una racha de 268 encuentros (desde el 8 de noviembre de 2018) anotando al menos un triple. El 27 de enero de 2024 anota 46 puntos ante Los Angeles Lakers. El 1 de febrero se anunció su participación como suplente en el All-Star Game, siendo la décima nominación de su carrera. El 3 de febrero anotó 60 puntos en la derrota ante Atlanta Hawks. El 8 de febrero logra 42 puntos, incluyendo 11 triples, ante Indiana Pacers. El 14 de febrero anota 41 puntos ante Los Angeles Clippers. Al término de la temporada regular es nombrado Clutch Player of the Year.
A finales de agosto de 2024, renueva con los Warriors por una temporada y $62,6 millones. El 19 de diciembre de 2024 consiguió el robo de balón número 1500 de su carrera en un partido ante los Memphis Grizzlies, lo que le convirtió en uno de los cinco jugadores con al menos 24.000 puntos, 6000 asistencias y 1500 robos en la historia de la liga. Los otros son LeBron James, Kobe Bryant, Russell Westbrook y James Harden. A finales de enero de 2025 se anunció su participación en el All-Star Game, siendo la decimoprimera nominación de su carrera. El 16 de febrero fue nombrado MVP del All-Star Game, por segunda vez en su carrera. El 27 de febrero anotó 56 puntos ante Orlando Magic, incluyendo 12 triples. Fue su vigesimosexto partido en la NBA consiguiendo diez o más triples. El 6 de marzo anota 40 puntos ante Brooklyn Nets. El 8 de marzo alcanza los 25 000 puntos en temporada regular, y cinco días después, el 13 de marzo, alcanza los 4000 triples en temporada regular, siendo el primer jugador en la historia en alcanzar esta cifra. El 1 de abril ante Memphis Grizzlies anota 52 puntos (incluyendo 12 triples), además de capturar 10 rebotes. Al término de la fase regular finaliza, por quinta vez en su carrera, con el mejor porcentaje de acierto de tiros libres de la liga (93,3%).

### Selección nacional
Curry fue parte del combinado estadounidense Sub-19 que disputó el Mundial de 2007 en Novi Sad y que consiguió la medalla de plata, al perder la final contra el equipo de Serbia.
Luego con el Team USA de categoría absoluta, disputó los Mundiales de 2010 y 2014, donde en ambas ediciones consiguieron el oro.
El 6 de junio de 2016, se le consideró para formar parte del equipo que disputaría los Juegos Olímpicos de Río 2016, pero lo rechazó alegando dolencias en el tobillo y la rodilla como la principal razón de su decisión.
Entre julio y agosto de 2024 fue parte de la selección absoluta de Estados Unidos, que disputó los Juegos Olímpicos de París, y que ganó el oro, tras vencer la final ante Francia. Al término del torneo fue incluido en el mejor quinteto.
Estadísticas
|  | Denota torneo en el que ganó la medalla de Oro |

| Torneo       | PJ | MPP  | %T2  | %3P  | %TL   | RPP | ROP | APP | ROB | TPP | PPP  | VAL  |
| ------------ | -- | ---- | ---- | ---- | ----- | --- | --- | --- | --- | --- | ---- | ---- |
| Mundial 2010 | 8  | 10.6 | 58.3 | 36.8 | 100.0 | 1.4 | .4  | 2.1 | .5  | .0  | 4.6  | 5.5  |
| Mundial 2014 | 9  | 20.6 | 34.8 | 43.8 | 100.0 | 2.8 | .2  | 2.9 | 1.2 | .1  | 10.7 | 11.7 |
| JJ. OO. 2024 | 6  | 23.3 | 57.1 | 47.8 | 100.0 | 3.2 | .3  | 2.5 | .7  | .0  | 14.8 | 14.5 |

## Estadísticas de su carrera en la NBA
|  | Líder de la liga                                 |
|  | Denota temporada en la que fue Campeón de la NBA |
|  | Récord NBA                                       |

### Temporada regular
| Año      | Equipo       | PJ   | PT   | MPP  | %TC  | %3P  | %TL   | RPP | APP | ROB | TPP | PPP  |
| -------- | ------------ | ---- | ---- | ---- | ---- | ---- | ----- | --- | --- | --- | --- | ---- |
| 2009-10  | Golden State | 80   | 77   | 36.2 | .462 | .437 | .885  | 4.5 | 5.9 | 1.9 | .2  | 17.5 |
| 2010-11  | Golden State | 74   | 74   | 33.6 | .480 | .442 | .934  | 3.9 | 5.8 | 1.5 | .3  | 18.6 |
| 2011-12  | Golden State | 26   | 23   | 28.2 | .490 | .455 | .809  | 3.4 | 5.3 | 1.5 | .3  | 14.7 |
| 2012-13  | Golden State | 78   | 78   | 38.2 | .451 | .453 | .900  | 4.0 | 6.9 | 1.6 | .2  | 22.9 |
| 2013-14  | Golden State | 78   | 78   | 36.5 | .471 | .424 | .885  | 4.3 | 8.5 | 1.6 | .2  | 24.0 |
| 2014-15  | Golden State | 80   | 80   | 32.7 | .487 | .443 | .914  | 4.3 | 7.7 | 2.0 | .2  | 23.8 |
| 2015-16  | Golden State | 79   | 79   | 34.2 | .504 | .454 | .908  | 5.4 | 6.7 | 2.1 | .2  | 30.1 |
| 2016-17  | Golden State | 79   | 79   | 33.4 | .468 | .411 | .898  | 4.5 | 6.6 | 1.8 | .2  | 25.3 |
| 2017-18  | Golden State | 51   | 51   | 32.0 | .495 | .423 | .921  | 5.1 | 6.1 | 1.6 | .2  | 26.4 |
| 2018-19  | Golden State | 69   | 69   | 33.8 | .472 | .437 | .916  | 5.3 | 5.2 | 1.3 | .4  | 27.3 |
| 2019-20  | Golden State | 5    | 5    | 27.8 | .402 | .245 | 1.000 | 5.2 | 6.6 | 1.0 | .4  | 20.8 |
| 2020-21  | Golden State | 63   | 63   | 34.2 | .482 | .421 | .916  | 5.5 | 5.8 | 1.2 | .1  | 32.0 |
| 2021-22  | Golden State | 64   | 64   | 34.5 | .437 | .380 | .923  | 5.2 | 6.3 | 1.3 | .4  | 25.5 |
| 2022-23  | Golden State | 56   | 56   | 34.7 | .493 | .427 | .915  | 6.1 | 6.3 | .9  | .4  | 29.4 |
| 2023-24  | Golden State | 74   | 74   | 32.7 | .450 | .408 | .923  | 4.5 | 5.1 | .7  | .4  | 26.4 |
| 2024-25  | Golden State | 70   | 70   | 32.2 | .448 | .397 | .933  | 4.4 | 6.0 | 1.1 | .4  | 24.5 |
| Total    | Total        | 1026 | 1020 | 34.1 | .471 | .423 | .911  | 4.7 | 6.4 | 1.5 | .3  | 24.7 |
| All-Star | All-Star     | 10   | 9    | 26.5 | .424 | .393 | 1.000 | 6.0 | 5.6 | 1.4 | .3  | 21.6 |

### Play-in
| Año   | Equipo       | PJ | PT | MPP  | %TC  | %3P  | %TL   | RPP | APP | ROB | TPP | PPP  |
| ----- | ------------ | -- | -- | ---- | ---- | ---- | ----- | --- | --- | --- | --- | ---- |
| 2021  | Golden State | 2  | 2  | 44.0 | .490 | .500 | .933  | 5.5 | 4.0 | 1.5 | .0  | 38.0 |
| 2024  | Golden State | 1  | 1  | 36.5 | .500 | .429 | 1.000 | 4.0 | 2.0 | 2.0 | 1.0 | 22.0 |
| Total | Total        | 3  | 3  | 41.5 | .493 | .484 | .944  | 5.0 | 3.3 | 1.7 | 0.3 | 32.7 |

### Playoffs
| Año   | Equipo       | PJ  | PT  | MPP  | %TC  | %3P  | %TL  | RPP | APP | ROB | TPP | PPP  |
| ----- | ------------ | --- | --- | ---- | ---- | ---- | ---- | --- | --- | --- | --- | ---- |
| 2013  | Golden State | 12  | 12  | 41.4 | .434 | .396 | .921 | 3.8 | 8.1 | 1.7 | .2  | 23.4 |
| 2014  | Golden State | 7   | 7   | 42.3 | .440 | .386 | .881 | 3.6 | 8.4 | 1.7 | .1  | 23.0 |
| 2015  | Golden State | 21  | 21  | 39.3 | .456 | .422 | .835 | 5.0 | 6.4 | 1.9 | .1  | 28.3 |
| 2016  | Golden State | 18  | 17  | 34.3 | .438 | .404 | .916 | 5.5 | 5.2 | 1.4 | .3  | 25.1 |
| 2017  | Golden State | 17  | 17  | 35.3 | .484 | .419 | .904 | 6.2 | 6.7 | 2.0 | .2  | 28.1 |
| 2018  | Golden State | 15  | 14  | 37.0 | .451 | .395 | .957 | 6.1 | 5.4 | 1.7 | .7  | 25.5 |
| 2019  | Golden State | 22  | 22  | 38.5 | .441 | .377 | .943 | 6.0 | 5.7 | 1.1 | .2  | 28.2 |
| 2022  | Golden State | 22  | 18  | 34.7 | .459 | .397 | .829 | 5.2 | 5.9 | 1.3 | .4  | 27.4 |
| 2023  | Golden State | 13  | 13  | 37.9 | .466 | .363 | .845 | 5.2 | 6.1 | 1.0 | .5  | 30.5 |
| 2025  | Golden State | 8   | 8   | 35.1 | .477 | .400 | .893 | 5.3 | 5.1 | 1.0 | .8  | 22.6 |
| Total | Total        | 155 | 149 | 37.2 | .454 | .397 | .889 | 5.3 | 6.1 | 1.5 | .3  | 26.8 |

## Vida personal

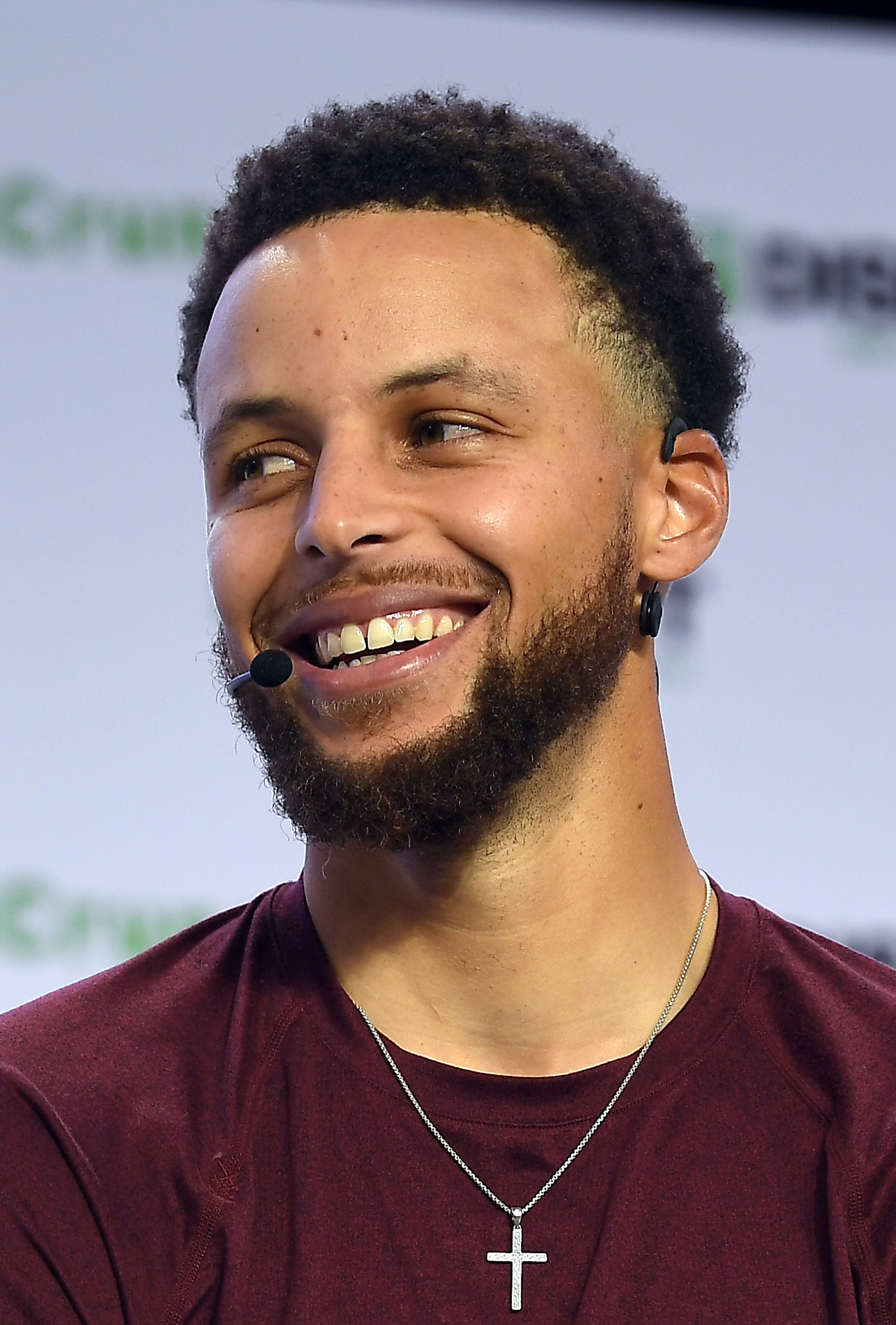
Curry en 2019.

Curry es cristiano y ha llevado escritos versos de la Biblia en su calzado deportivo (llegó a rechazar un contrato con Nike por no dejarle poner un verso de la Biblia en unas zapatillas de esa marca).
El hermano menor de Curry, Seth, también es un jugador de baloncesto profesional, mientras que su hermana menor, Sydel, juega voleibol en la Universidad de Elon.
El 30 de julio de 2011, se casó con Ayesha Alexander, una actriz y cocinera canadiense-estadounidense, en Charlotte, Carolina del Norte. Se habían conocido en un grupo juvenil de la iglesia cuando tenían 15 y 14 años. Ayesha da a luz a su hija Riley Elizabeth, el 19 de julio de 2012. El 12 de julio de 2015, Ayesha y Stephen tuvieron su segunda hija a la que llamaron Ryan Carson Curry. En 2018 nace su tercer hijo, Canon W. Jack Curry. Y en mayo de 2024 su cuarto hijo, Caius Chai.
Curry está, desde el año 2013, patrocinado por la marca estadounidense Under Armour.
En mayo de 2022 finalizó su carrera de Arts in sociology en Davidson, asistiendo a la ceremonia de graduación a finales de agosto, donde además fue incluido en el hall of fame de la universidad y retirando su dorsal número 30.
En julio de 2022 fue el presentador de la gala de los Premios ESPY en el Dolby Theatre de Los Ángeles.
En julio de 2023 se proclamó campeón del torneo de golf de celebridades American Century Championship, siendo el primer deportista en activo en ganarlo desde el año 2000 y el segundo baloncestista en lograrlo, tras Vinny Del Negro.

## Logros y reconocimientos

### Títulos internacionales de selección

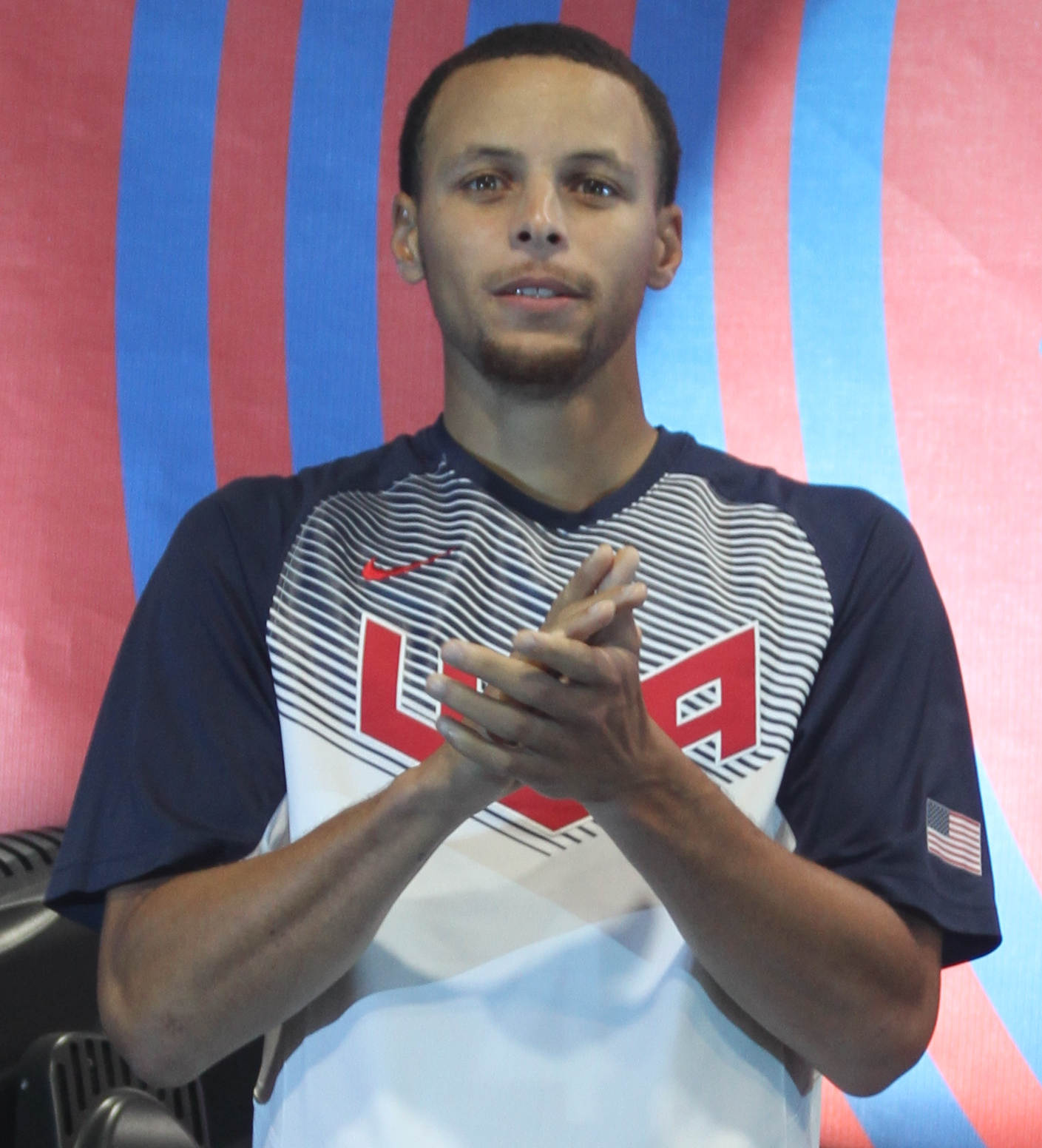
Curry con la selección en 2014.

- 2  Medalla de Oro en Copa Mundial de Baloncesto (2010 y 2014).
- Medalla de Oro en los Juegos Olímpicos de París 2024.

### Títulos y récords de franquicia
- 6 veces campeón de la Conferencia Oeste: 2015, 2016, 2017, 2018, 2019 y 2022
- 4 veces campeón de la NBA: 2015, 2017, 2018 y 2022

### Récords de la NBA
- Mejor porcentaje de acierto en una carrera de tiros libres (91.1%)
- Más triples anotados en una temporada regular: 402 (2015-16)
- Más partidos seguidos, en temporada regular, anotando al menos un triple: 158 (récord actual)
- Más puntos anotados en una prórroga: 17
- Más triples anotados en una final: 9 (3 de junio de 2018 contra Cleveland Cavaliers)
- Más triples anotados en la historia de la NBA: 4058 (récord actual)
- Más triples anotados en un All-Star Game: 16 (Cleveland 2022)

### Récords en un partido
- Puntos: 62 (contra Portland Trail Blazers 3/1/2021)
- Rebotes: 14 (contra Sacramento Kings 28/12/2015)
- Asistencias: 16 (2 veces)
- Tapones: 2 (27 veces)
- Robos: 7 (2 veces)
- Minutos: 49 (contra Denver Nuggets 20/1/2010)
- Tiros de campo encestados: 20 (contra Orlando Magic 25/2/2010)
- Tiros de campo intentados: 36 (contra Memphis Grizzlies 16/5/2021)
- Triples encestados: 13 (contra New Orleans Pelicans 7/11/2016)
- Triples intentados: 22 (contra Memphis Grizzlies 16/5/2021)
- Tiros libres encestados: 18 (contra Portland Trail Blazers 3/1/2021)
- Tiros libres intentados: 19 (contra Portland Trail Blazers 3/1/2021)

### Récords con los Warriors
Stephen Curry posee récords de la franquicia de Golden State Warriors:
Triples anotados
- Líder de la franquicia en triples anotados:

Tiros libres
- Mejor porcentaje en una temporada: 0,934 (2010-11)

Puntos
- Líder de la franquicia en puntos

Asistencias
- Líder de la franquicia en asistencias

Robos
- Líder de la franquicia en robos

### Galardones y logros personales
- Elegido en el mejor quinteto de rookies de la NBA en 2010.
- 11 veces elegido para jugar el All-Star Game de la NBA: 2014-2019, 2021-2025.
  - 2 veces MVP del All Star Game: 2022, 2025.
  - Campeón del Skills Challenge "Concurso de Habilidades" del All-Star Weekend de la NBA en 2011.
  - 2 veces campeón del Concurso de triples del All-Star Weekend de la NBA en 2015 y 2021.
- 2 veces MVP de la temporada regular: 2015 y 2016.
- El premio al MVP de la NBA que obtuvo en la temporada 2015-16 fue por votación unánime, convirtiéndose en el primer y por ahora el único jugador en la historia de la NBA en ganar un MVP de forma unánime.
- 4 veces en el mejor quinteto de la NBA: 2015, 2016, 2019, 2021.
- 4 veces en el segundo mejor quinteto de la NBA: 2014, 2017, 2022, 2023.
- 2 veces en el tercer mejor quinteto de la NBA: 2018, 2024.
- 1 vez MVP de las Finales de la Conferencia Oeste: 2022.
- 1 vez MVP de las Finales de la NBA: 2022.
- Líder de la temporada NBA 2012-13 en triples anotados: 272.
- Líder de la temporada NBA 2013-14 en triples anotados: 261.
- Líder de la temporada NBA 2014-15 en triples anotados: 286.
- Líder de la temporada NBA 2015-16 en triples anotados: 402.
- Líder de la temporada NBA 2015-16 en anotación: 30.1.
- Líder de la temporada NBA 2015-16 en robos: 2.14.
- Líder de la temporada NBA 2015-16 en PER: 31.6.
- Líder de la temporada NBA 2016-17 en triples anotados: 324.
- Líder de la temporada NBA 2020-21 en anotación: 32.0.
- Líder de la temporada NBA 2020-21 en triples anotados: 337.
- Líder de la temporada NBA 2021-22 en triples anotados: 285.
- Líder de la temporada NBA 2023-24 en triples anotados: 357.
- Elegido jugador más deportivo de la NBA en 2011.
- NBA Community Assist Award: 2014.
- 2 veces el Magic Johnson Award de 2016 y 2024.[145]
- Mejor atleta masculino en la ceremonia de los Teen Choice Awards de 2017.
- Hickok Belt en 2015.
- BET Awards, 4 veces Sportsman of the Year: 2015, 2016, 2017, 2019.
- 3 veces Premio ESPY al mejor jugador de la NBA: 2015, 2021, 2022.
- Elegido en el Equipo del 75 aniversario de la NBA en 2021.
- Ganador del Premio Mejor Ciudadano J. Walter Kennedy en 2023.
- Ganador del Premio Social Justice Champion en 2022.
- Ganador del Compañero del Año de la NBA en 2025.
- USA Basketball Male Athlete of the Year en 2024.
- Retirada del dorsal número #30 de los Davidson Wildcats.

### Récords
El 17 de abril de 2013 enfrentando a los Blazers de Portland había ya batido el récord de triples anotados durante una temporada regular, marca que hasta ese momento poseía Ray Allen, fijando ese año el nuevo récord en 272 tiros de tres durante setenta y ocho partidos (tres por arriba de Allen que había logrado 269 triples en la temporada 2005-06), promediando 3.48 triples por juego. Además, esa misma campaña Stephen Curry consiguió la marca con un porcentaje de tiro de triple del 45,3%, superior al 41,2% de Ray Allen, es decir, requirió una menor cantidad de intentos para lograr un número mayor de anotaciones. En 2014, se convirtió en el primer jugador de la historia de la NBA en lograr una media de 24 puntos, 4 rebotes y 8 asistencias por partido y 42% de acierto en los tiros de tres puntos durante toda una temporada.
En la temporada 2014-15, Curry se convirtió en el segundo jugador de la historia de la NBA en promediar más de 23 puntos, 8 asistencias, 4 rebotes y 2 robos en media temporada. Solo Michael Jordan lo había logrado anteriormente. Fue elegido MVP de la NBA con 1.198 puntos, incluidas 100 de 130 elecciones en primer lugar.
El 10 de abril de 2015 volvió a batir el récord de triples establecido por él mismo en el año de 2013 elevando a 286 la marca de mayor número de tiros de tres anotados en una sola temporada.
En febrero de 2016 establece el récord de más partidos seguidos anotando un triple. El anterior récord pertenecía a Kyle Korver con 127 partidos.
El 27 de febrero del 2016, rompe el récord de triples en una sola temporada, el cual ya era suyo, con 303 triples, al mismo tiempo que iguala la mayor cantidad de triples en un solo partido con 12, en la victoria 121-118 a Oklahoma City Thunder, incluyendo un triple desde casi mitad de cancha para cerrar la victoria en los últimos segundos del partido. Al término de la 2015/16, supera los 400 triples en una temporada y establece el récord en 402. Esa misma temporada es nombrado unánimemente MVP de la NBA por segundo año consecutivo.
El 7 de noviembre del 2016 logra 13 triples en 17 intentos en un partido, batiendo el anterior récord de triples en un partido que tenía junto a Kobe Bryant y Donyell Marshall con 12 triples.
Su récord de anotación personal son los 62 puntos que anotó el 3 de enero de 2021 ante Portland Trail Blazers.
En abril de 2021, anotó 96 triples en 15 encuentros con un 46% en acierto (96/206), siendo el récord de más triples anotados en un mes en la historia de la NBA.
El 8 de noviembre de 2021, ante Atlanta Hawks, anotó 50 puntos y repartió 10 asistencias, superando a Wilt Chamberlain como el jugador de mayor edad en conseguir estos registros.
El 15 de diciembre de 2021 supera la marca de Ray Allen de 2974 triples, convirtiéndose en el jugador con más triples anotados de toda la historia de la NBA.
El 20 de febrero de 2022, en el All-Star Game de la NBA 2022 anota 16 triples, siendo récord absoluto de un All-Star Game. Además anotó 6 y 7 triples, en el segundo y tercer cuarto respetcivamente, siendo las dos mayores cantidad de triples anotados en un cuarto en este evento.
El 8 de marzo de 2022 supera la marca de los 1363 robos de Chris Mullin y se convierte en el líder de la franquicia en ese apartado.
El 10 de marzo de 2022, alcanza la cifra de 20 000 puntos en la NBA.
El 9 de mayo de 2022, se convierte en el primer jugador de la historia en llegar a los 500 triples en postemporada.
El 8 de marzo de 2025, alcanza los 25 000 puntos en temporada regular de la NBA.
El 13 de marzo de 2025, alcanza los 4000 triples en temporada regular de la NBA, siendo el primer jugador en la historia en alcanzar esta cifra.

### Premios y nominaciones
| Premio              | Año  | Nominado | Categoría                             | Resultado | Ref.    |
| ------------------- | ---- | -------- | ------------------------------------- | --------- | ------- |
| Kids' Choice Awards | 2025 | Él mismo | Estrella deportiva masculina favorita | Nominado  | [ 155 ] |